# Mosonyi utca
Mosonyi utca est une rue de Budapest, située dans le quartier de Kerepesdűlő (8e arrondissement).